# Yúliya Shamshurina
Yúliya Shamshurina –en ruso, Юлия Михайловна Шамшурина– (Kamennoye, URSS, 16 de julio de 1972) es una deportista soviética que compitió en esquí de fondo.
Ganó una medalla de plata en el Campeonato Mundial de Esquí Nórdico de 1989, en la prueba de relevo. Participó en los Juegos Olímpicos de Sarajevo 1984, ocupando el cuarto lugar en la misma prueba.

## Palmarés internacional
| Campeonato Mundial | Campeonato Mundial | Campeonato Mundial | Campeonato Mundial |
| Año                | Lugar              | Medalla            | Prueba             |
| ------------------ | ------------------ | ------------------ | ------------------ |
| 1989               | Lahti (Finlandia)  | Medalla de plata   | Relevo 4 × 5 km    |